# ゼロサムオンライン
『ゼロサムオンライン』は、2011年5月10日より一迅社が配信する、月刊コミックZERO-SUMのウェブコミック配信サイト。本サイトでの配信限定の作品の他、母体雑誌で先に掲載した作品のウェブ掲載も行われているが、以下では本サイトのみの連載作品のみを挙げている。母体雑誌との間で相互に出張特別編の掲載もたびたびあある。ウェブトゥーン書籍化レーベルのカラフルハピネスや他所での連載作品も再掲載がある。また、一部であるが小説（漫画のノベライズ）も載せている。

## 連載作品
- 悪役のご令息のどうにかしたい日常（原作：馬のこえが聞こえる、キャラクター原案：コウキ。、漫画：ふわいにむ）
- 悪役令嬢と鬼畜騎士（原作：猫田、キャラクター原案：旭炬、漫画：生還）
- 悪役令嬢はシングルマザーになりました 双子を引き取りましたが公爵様からの溺愛は想定外です（原作：北里のえ、キャラクター原案：双葉はづき、漫画：星川きづき）
- あやかし華族の妖狐令嬢、陰陽師と政略結婚する（原作：江本マシメサ、キャラクター原案：桜花舞、漫画：芳川カズ）
- 偽りの王女は、竜人の国の宰相に溺愛される（原作：椎名さえら、キャラクター原案：北沢きょう、漫画：里美ゆえ）
- ウソつき夫婦のあやかし婚姻事情～旦那さまは最強の天邪鬼⁉～（原作：編乃肌、キャラクター原案：漣ミサ、漫画：御巫史）
- 王子様に溺愛されて困ってます〜転生ヒロイン、乙女ゲーム奮闘記〜（原作：月神サキ、キャラクター原案：アオイ冬子、漫画：三浦ひらく）
- 王子様の訳あり会計士 なりすまし令嬢は処刑回避のため円満退職したい！（原作：小津カヲル、キャラクター原案：iyutani、漫画：押川いい）
- 王子のデレはツンの底。～婚約破棄も悪役令嬢も難しい～（原作：来栖もよりーぬ、キャラクター原案：ワカツキ、漫画：梅乃梅）
- 王太子妃になんてなりたくない!! 婚約者編（原作：月神サキ、キャラクター原案：蔦森えん、漫画：鴨野れな）
- 落ちこぼれ白魔導士セシルは対象外のはずでした（原作：千石かのん、キャラクター原案：駒田ハチ、漫画：笹原智映）
- 影の英雄の治癒係（原作：浅岸久、漫画：亜子）
- 空気が「読める」新入社員と無愛想な先輩（鳥原習）
- 皇帝つき女官は花嫁として望まれ中（原作：佐槻奏多、キャラクター原案：一花夜、漫画：千種あかり）
- 皇帝陛下の専属司書姫（原作：やしろ慧、キャラクター原案：なま、漫画：綾瀬きょうな）
- コーセルテルの竜術士〜子竜冒険記〜（石動あゆま）
- 事なかれ令嬢のおいしい契約事情 〜婚約破棄をされたら、王太子殿下とごはん屋をすることになりました!?〜（原作：しっぽタヌキ、キャラクター原案：一花夜、漫画：アオノキ）
- こ、こんなイケメンが私の幼馴染みで婚約者ですって? さすが悪役令嬢、それくらいの器じゃなければこんな大役務まらないわ（原作：夏の葵、キャラクター原案：すらだまみ、漫画：うたの）
- 邪魔者のようですが、王子の昼食は私が作るようです（原作：天の葉、キャラクター原案：花綵いおり、漫画：田中ててて）
- 獣人騎士の求愛事情（原作：百門一新、キャラクター原案：晩亭シロ、漫画：chany）
- 獣人隊長の（仮）婚約事情（原作：百門一新、キャラクター原案：晩亭シロ、漫画：春が野かおる）
- 捨てられ男爵令嬢は黒騎士様のお気に入り（原作：水野沙彰、キャラクター原案：宵マチ、漫画：野津川香）
- 聖女召喚に巻き込まれましたが、異世界の居心地は案外悪くもない?（原作：みぃ、キャラクター原案：芦原モカ、漫画：瀬澤ゆうこ）
- 即退場したい脇役なのに、寝取ってしまった王子様が逃がしてくれません（原作：琴子、漫画：一花夜）
- 大正もののけ闇祓い バッケ坂の怪異（原作：あさばみゆき、キャラクター原案：風李たゆ、漫画：うゆな）
- 高飛車皇女は黙ってない（原作：柊と灯、キャラクター原案：くろでこ、漫画：月煮ゆう）
- 注文の多い魔法使い 契約花嫁はおねだり上手な最強魔術師に溺愛されています!?（原作：花坂つぐみ、キャラクター原案：桜花舞、漫画：佐藤もぶ）
- 帝都あやかし屋敷の契約花嫁（原作：江本マシメサ、キャラクター原案：とき間、漫画：はま）
- 転生公女は今さら傷つかない 姉の婚約者に嫌われていると思ったのに、溺愛されているようです?（原作：そらほし、キャラクター原案：m/g、漫画：葉月）
- 転生してショタ王子になった剣聖は、かつての弟子には絶対にバレたくないっ（原作：ぽんこつ少尉、キャラクターデザイン：しあびす、漫画：おだやか）
- ハイガクラ（高山しのぶ） - 『コミックZERO-SUM増刊WARD』から移籍
- 引きこもり令嬢は話のわかる聖獣番（原作：山田桐子、キャラクター原案：まち、漫画：大庭そと）
- 姫君は若き将軍に溺れる（原作：逢矢沙希、漫画：縞ゆづき）
- 姫様、無理です!〜今をときめく宰相補佐様と関係をもつなんて〜（原作：竹輪、キャラクター原案：三浦ひらく、漫画：小神よみ子）
- VRおばさんの暴力（暴力とも子）
- 梟と番様（原作：藤森フクロウ、キャラクター原案：笹原亜美、漫画：よねやませつこ）
- プリエールキス～王子様の呪いを解く魔法〜（ぽんぬ）
- 魔法使いの婚約者 〜Eternally Yours〜（原作：中村朱里、キャラクター原案：サカノ景子、漫画：はいいろ）
- 身代わり皇帝の憂鬱～後宮の侍女ですが、入れ替わった皇帝に全てを押しつけられています～（原作：松田詩依、キャラクター原案：NiKrome、漫画：桂実）
- メルティスイートブラッド（雨乃けい）
- 凛と花朔く魔女の恋（紅蜜ゆず）
- 八つ裂きループ令嬢は累計人生百年目に、初めての恋をした。（原作：天ノ瀬、キャラクター原案：くろこだわに、漫画：戸山こま）
- 訳あり令嬢と傷心王子の政略結婚 ～女性不信の王子と男性不信の侯爵令嬢が結婚したら～（原作：当麻リコ、漫画：古川スネ）
- レイチェル・ジーンは踊らない（原作：Moonshine、キャラクター原案：ボダックス、漫画：村上ゆいち）
- 私は選ばれない（原作：碧貴子、キャラクター原案：whimahlooo、漫画：鈴宮ユニコ）

連載休止（専用ページが削除されている）
- アルオスメンテ（あき） - 『コミックZERO-SUM増刊WARD』から移籍
- WILD ADAPTER（峰倉かずや） - 『コミックZERO-SUM増刊WARD』から移籍

その他
- 佐藤くんと田中さん -The blood highschool（高河ゆん） - 『コミックZERO-SUM増刊WARD』から移籍予定だったが、他の作品と違って一度も掲載されていない

## 過去の連載作品

### 漫画

#### あ行
- 蒼井くんにはかなわない（押川いい）
- 悪役令嬢は推しカプのために婚約破棄をご所望です（かしい葵）
- 悪役令嬢（予定）らしいけど、私はお菓子が食べたい 〜ブロックスキルで穏やかな人生目指します〜（原作：佐槻奏多、キャラクター原案：紫真依、漫画：chany）
- 預け本屋（桜井汐里）
- アニ○戦隊∞（ミツナナエ）
- あんぽんたんばりん（やましろ梅太）
- あん♡ラッキースケベが止まらない!（みーち）
- アリ&キリギリス 〜Assortment〜（原案：フロンティアワークス、漫画：直江まりも）
- イケメンおねこは晴田に飼われたい（なる粉）
- 一夜限りじゃ終われない（日生佑稀）
- いっしょにごはん。-炊きたて!-（キャラクターデザイン：雪広うたこ、漫画：丸山のりこ）
- いとしご（藤藤ますみ）
- イヌカノ（くも子）
- 妹に婚約者を取られたら、獣な王子に求婚されました〜またたびとして溺愛されてます〜（原作：桜井悠、キャラクター原案：氷堂れん、漫画：星川きづき）
- 曰く付き物件の夜黒さん（姉子）
- ウィークエンド・シンデレラ（夏野なえ）
- ウソ徒然（冬芽沙也）
- うちの旦那はお嫁さん（須野ゆき子）
- 美しい人々と美しくない東雲くん（厘のミキ）
- 噂屋（原作：保坂歩、漫画：蓮見ナツメ） - 『コミックZERO-SUM増刊WARD』から移籍
- 王子様のおたわむれ（ばち）
- 王太子妃になんてなりたくない!!（原作：月神サキ、キャラクター原案：蔦森えん、漫画：黒木捺）
- 王妃様が男だと気づいた私が、全力で隠蔽工作させていただきます！（原作：梨沙、キャラクター原案：まろ、漫画：桂実）
- お母様の言うとおり！（原作：ふみ、キャラクター原案：黒裄、漫画：うき太郎）
- お狐様の異類婚姻譚（原作：糸森環、キャラクター原案：凪かすみ、漫画：いなる）
- 押して駄目だったので、引いてみることにしたのですが（原作：琴子、キャラクター原案・漫画：むぎちゃぽよこ）
- 落ちこぼれ魔女と恋を知らない天才魔術師（飴降あめり）
- 男運ゼロの薬師令嬢、初恋の黒騎士様が押しかけ婚約者になりまして。（原作：柊一葉、キャラクター原案・漫画：麦崎旬）
- 乙女ゲームの破滅フラグ スピンオフ…絶体絶命!破滅寸前編（原作：山口悟、キャラクター原案：ひだかなみ、漫画：nishi）
- 鬼の妻問い ～孤高の鬼は無垢な花嫁を溺愛する～（原作：別府マコト、漫画：黒コマリ）
- 俺の作ったゲーム、クソだってよ。（シナガワ）

#### か行
- カーニヴァル 番外編（御巫桃也）
- 彼女の腕は掴めない（理央）
- 神様まもり（東条さかな）
- 神騙りにさよならを（紅蜜ゆず）
- 雁の使い（吉沢友也）
- 仮初め寵妃のプライド〜皇宮に咲く花は未来を希う〜（原作：タイガーアイ、キャラクター原案・漫画：環）
- 彼は羊を被った狼（鳥原習）
- 聞いてるの?マネージャー（シナガワ）
- "鬼"婚者ですが、なにか。（直山）
- 騎士国最恐令嬢による剣と拳と恋愛術（奏ユミカ）
- 騎士団長は元メガネ少女を独り占めしたい（原作：高瀬なずな、キャラクター原案：芦原モカ、漫画：鴨野れな）
- 今日から悪女になります! 使い捨ての身代わり聖女なんてごめんです（原作：小野上明夜、キャラクター原案：深山キリ、漫画：瓜田ノヒト）
- 嫌われ妻は、英雄将軍と離婚したい! いきなり帰ってきて溺愛なんて信じません。（原作：柊一葉、キャラクター原案：三浦ひらく、漫画：コヤマナユ）
- 草かんむりと嘘つきの庭（切畑水葉）
- GETUP! GETLIVE!（ストーリー：渡航、キャラクター原案：由良、漫画：うごんば）
- 恋ヶ峰教授の小宇宙ゼミ（桜井汐里）
- 恋にヘンタイは憑きものです。（サキモトソラ）
- 後宮の寵姫は七彩の占師（原作：喜咲冬子、キャラクター原案：さばるどろ、漫画：城鐘ナコ）
- 後宮妃は龍神の生贄花嫁 五神山物語（原作：唐澤和希、キャラクター原案：宵マチ、漫画：葵ハカス）
- 皇帝陛下の専属司書姫（原作：やしろ慧、キャラクター原案：なま、漫画：高松翼）
- 黒竜陛下の政略花嫁 魔女ですが、助けた竜に嫁入りさせられそうです（原作：花散ここ、キャラクター原案：山下ナナオ、漫画：環）
- 孤高のぼっち令嬢は初恋王子にふられたい（原作：藍川竜樹、キャラクター原案：くまの柚子、漫画：青井リオカ）
- 子猫また拾いました（よはち）
- COMICラブ米-The Rice Plant or the Seed-（企画・原作：ヤオヨロズ、漫画：あおいれびん）
- 婚約者が悪役で困ってます（原作：散茶、キャラクター原案：雲屋ゆきお、漫画：みつのはち）
- 婚約者に側妃として利用されるくらいなら魔術師様の褒賞となります（原作：まつりか、キャラクター原案：御子柴リョウ、漫画：春海た子）
- 婚約破棄を持ちかけられて十数年、そこまで言うなら破棄しましょう!（キャラクター原案：まろ、漫画：由村）

#### さ行
- 災厄令嬢の不条理な事情 婚約者に私以外のお相手がいると聞いてしまったのですが！（原作：中村朱里、キャラクター原案：鳥飼やすゆき、漫画：柴田五十鈴）
- サクラブ（水原けんた）
- 昨今のシンデレラは靴を落とさない。（原作：小山内慧夢、キャラクター原案：芦原モカ、漫画：式部玲）
- 三年後離婚するはずが、なぜか溺愛されてます（原作：春日部こみと、キャラクター原案：ウエハラ蜂、漫画：咲宮いろは）
- 残念令嬢 〜悪役令嬢に転生したので、残念な方向で応戦します〜（原作：西根羽南、キャラクター原案：深山キリ、漫画：青井よる）
- ジオラマ・トイボックス（水原けんた）
- しかばね少女と描かない画家（神江ちず）
- 借金兄弟（茂木完田）
- 精進料理を食べて、いろいろ考えてみた。（瀬上あきら）
- 女子漫画編集者と蔦屋さん（道雪葵）
- 人外さんの嫁（八坂アキヲ・相川有）
- 死んでも恋は演じない（Jicco・相川有）
- スクラッチ!!（原案：狐屋草明、漫画：茶谷るみ）
- ストーカー騎士の誠実な求婚（原作：秋野真珠、キャラクター原案：氷堂れん、コミック：笹原智映）
- 青春×モンスター（ミツナナエ）
- 聖鐘の乙女（原作：本宮ことは、キャラクター原案：明咲トウル、漫画：川添真理子）
- 青年Hの偏愛（理央）
- 聖猫の癒やし係～役立たずと言われましたが、もふもふ聖猫を癒やす力に目覚めました～（ミヤカミヨロズ）
- 性別がどうした!!（さっちゃん）
- 世界征服は珈琲のあとで（永井佑香）
- 世界の隅のオペレッタ（由村）
- 銭湯とヴァンパイア（伊月にこ）
- その悪役令嬢は攻略本を携えている（原作：岩田加奈、キャラクター原案：桜花舞、漫画：iyutani）

#### た行
- 第七王子に生まれたけど、何すりゃいいの?（原作：籠の中のうさぎ、キャラクター原案：krage、漫画：おだやか）
- 男装令嬢の不本意な結婚（原作：もり、キャラクター原案：紫真依、漫画：咲宮いろは）
- 旦那様がちっちゃいモフモフになりました～私を悪女だと誤解していたのに、すべて義母の嘘だと気づいたようです～（原作：菜々、キャラクター原案：眠介、漫画：いなる）
- チート少女が暴君聖王に溺愛されそうですが、今は魔法に夢中なんです!!!（原作：夏野ちより、キャラクター原案：雲屋ゆきお、漫画：笹原智映）
- 千歳ヲチコチ（D・キッサン） - 『月刊コミックZERO-SUM』から移籍
- 中ボス令嬢は、退場後の人生を謳歌する（予定）。（原作：こる、キャラクター原案：Shabon、漫画：nishi）
- ツイ廃社員は理想の女子になりきれない（小木カンヌ）
- 出稼ぎ令嬢の婚約騒動 次期公爵様は婚約者に愛されたくて必死です。（原作：黒湖クロコ、キャラクター原案：SUZ、コミック：NRMEN）
- 手違いですが、ヒロインです。（月煮ゆう）
- 天使と悪魔の法則。（仁和川朋）
- 転生王女は愛より領地が欲しいので政略結婚を希望します!（原作：柊一葉、キャラクター原案・漫画：サコ）
- 転生したら悪役令嬢だったので引きニートになります（原作：藤森フクロウ、キャラクター原案：八美☆わん、漫画：炬とうや）
- どうかこの恋を見つけて（沢ワカ）
- 東京ボイジャーレコード（たし）
- 刀剣中毒（瀬上あきら）
- どうせ捨てられるのなら、最後に好きにさせていただきます（原作：碧貴子、キャラクター原案：すらだまみ、漫画：セレン）
- ドSだと思っていた担当が、ドMのドルオタだった話（タチバナ）
- 特殊性癖Sの葛藤（作楽ロク）
- 隣のきみに近づきたい（朝岡とわ）
- トリップした先がクリア済み乙女ゲームだったから推しとは絶対付き合える（あああ）

#### な行
- ナイト・アンド・バレット〜地上最強主従日誌〜（三上敬）
- 中村猫整体院（原作：里羅琴音、漫画：二丁目のママ）
- 何時何分地球が何回まわったら（原案・原作：DMM music・40mP、漫画：星野詞、シナリオ：待田堂子）
- にわか令嬢は王太子殿下の雇われ婚約者（原作：香月航、キャラクター原案：ねぎしきょうこ、漫画：アズマミドリ）

#### は行
- ハートの国のアリス 恋する茨の迷宮（原作：QuinRose、漫画：栗原あおい）
- 箱庭のマグリス（十槻みか）
- 伯爵令嬢は犬猿の仲のエリート騎士と強制的につがいにさせられる（原作：茜たま、キャラクター原案・漫画：鈴宮ユニコ）
- 幕末奇譚SHINSEN5 懐（原案：まつだ壱岱、漫画：さくら真呂）
- 初恋のカタチは△（冬芽沙也）
- Bad∞End∞Night〜インセイン・パーティー〜（原作・監修：ひとしずくP、鈴ノ助、漫画：野崎つばた）
- パティシエさんとお嬢さん（銀泥）
- 破天荒遊戯（遠藤海成） - 『月刊コミックZERO-SUM』から移籍
- 鼻血少女は恋ざかり（茅なや）
- 花は淫獄へ堕ちずにすむか —転生脇役の奮闘—（原作：永久めぐる、キャラクター原案：天路ゆうつづ、漫画：さくら真呂）
- 花房くんはキミ依存症（千種あかり）
- パパはゲイビ男優（ゆずき暎・林マキ）
- 嵌められましたが、幸せになりました 傷物令嬢と陽だまりの魔導師（原作：霜月零、キャラクター原案：一花夜、漫画：咲宮いろは）
- Paradox Live Stage Battle “COMIC”（原作：Paradox Live、監修：avex pictures,ジークレスト、漫画：naru）
- ハロウィン+タウン-Party time-（原作：project1031、キャラクターデザイン：えびら、漫画：佐野響）
- ハロウィン探偵 オズ・ウィリアムス（千歳あめ）
- BLモブのお仕事（やいび）
- 悲劇の元凶となる最強外道ラスボス女王は民の為に尽くします。（原作：天壱、キャラクター原案：鈴ノ助、漫画：松浦ぶんこ）
- 美醜逆転世界の超絶不細工に無理矢理嫁に「はいよろこんでぇ!!」（原作：すず、キャラクター原案：SHABON、漫画：葵ハカス）
- 一目惚れと言われたのに実は囮だと知った伯爵令嬢の三日間（原作：千石かのん、キャラクター原案：八美☆わん、漫画：藤谷陽子）
- ひまふぃあさん。（のがみながら）
- 貧乏男爵令嬢の領地改革～皇太子妃争いはごめんこうむります～（原作：富士とまと、キャラクター原案：すがわら竜、漫画：よねやませつこ）
- VRおじさんの初恋（暴力とも子）
- フェンリル騎士隊のたぐいまれなるモフモフ事情〜異動先の上司が犬でした〜（原作：江本マシメサ、キャラクター原案：しの、漫画：牛野こも）
- 復讐の甘い檻（原作：最賀すみれ、キャラクター原案：ウエハラ蜂、漫画：コヤマナユ）
- 腐女子になると、人生こうなる!〜底〜（御手洗直子 ）
- 腐男子高校生活（みちのくアタミ）
- 腐男子バーテンダーの嗜み（なる粉）
- +αの立ち位置（月煮ゆう）
- +C sword and cornett（番外編）（遊行寺たま）
- ホーフクカノジョと狡猾カレシ（茅なや）
- ボクたちオトコの娘 （原作：桐嶋愛、企画・原案：フロンティアワークス、漫画：ねりすけ）
- 僕とフルサトレストラン（藤原ゆう）
- 僕は婚約破棄なんてしませんからね（原作：ジュピタースタジオ、キャラクター原案：Nardack、漫画：オオトリ）
- 僕らに恋は早すぎる（榎のと）
- ホテルS.L.（桜井汐里）
- ホムンクルスの娘（君塚祥）

#### ま行
- まがいもの令嬢から愛され薬師になりました（原作：佐槻奏多、キャラクター原案：笹原亜美、漫画：村上ゆいち）
- 魔法使いオネエと下心0のお茶会（黒野ユウ）
- 視える令嬢とつかれやすい公爵（原作：霧谷凜、キャラクター原案：漣ミサ、漫画：ばち）
- MR.APPLICANT（高山しのぶ）
- 無口な公爵令嬢と冷徹な皇帝 〜前世拾った子供が皇帝になっていました〜（原作：ベキオ、キャラクター原案：藤 未都也、漫画：押川いい）
- 娘の彼氏は人でなし（山口ツトム）
- メガネブ!〜世界はレンズ越しに輝く!!〜（原作：メガネブ！プロジェクト/メガネブ！製作委員会、漫画：茂木完田）
- モブだけど推しが生きてるから毎日が楽しい（原作：KAI、キャラクター原案：炎かりよ、漫画：つちのえいち）

#### や行
- やり直し精霊姫は加護なし皇子の寵妃を目指す 死にたくないので結婚します!（原作：柊一葉、キャラクター原案：マトリ、漫画：麦崎旬）
- 友人が異世界から転生してきたと言い張る中二病で困ってます（松本蜜柑）
- 夜這いを決意した令嬢ですが間違えてライバル侯爵弟のベッドにもぐりこんでしまいました（原作：茜たま、キャラクター原案・漫画：椎名明）

#### ら行
- 理系男子。〜ぼくらの理科室（ばしょ）〜（原作：チーム理系男子。、漫画：中条亮）
- リメインガール しかばね少女と描かない画家（神江ちず）
- 竜王陛下の逆鱗サマ 〜本好きネズミ姫ですが、なぜか竜王の最愛になりました〜（原作：しきみ彰、漫画：かわのあきこ）
- ROOT∞REXX Honey Melody（原作：オトメイト（アイディアファクトリー）、漫画：御巫桃也）
- 冷血悪女による無垢な王子の利用法（千秋りえ）
- ロイヤルテーラー ―王宮の裁縫師―（野分なか実）
- ロメロは世界を救わない（のがみち）

#### わ行
- 若様の愚犬（隈）
- 私の推しが今日も最高に尊いので、全力で幸せにする!（原作：飴月、キャラクター原案：Tsubasa.v、漫画：深月アンネ）

### 小説
- 最遊記 CROSSROADERS（峰倉かずや） ※著・イラスト共

## 映像化作品

### アニメ化
| 作品           | 放送年 | アニメーション制作 | 備考  |
| -------------- | ------ | ------------------ | ----- |
| 腐男子高校生活 | 2016年 | EMTスクエアード    | 5分枠 |
| 人外さんの嫁   | 2018年 | サエッタ           | 5分枠 |
| ハイガクラ     | 2024年 | 颱風グラフィックス |       |

本誌に移籍前にOVA化された作品に『WILD ADAPTER』がある。

### ドラマ化
| 作品                     | 放送年 | 制作               | 備考           |
| ------------------------ | ------ | ------------------ | -------------- |
| パティシエさんとお嬢さん | 2022年 | ビデオプランニング |                |
| 腐男子バーテンダーの嗜み | 2022年 | N/A                | 台湾で先行放送 |
| VRおじさんの初恋         | 2024年 | N/A                |                |